# Parametriocnemus stylatus
Parametriocnemus stylatus är en tvåvingeart som först beskrevs av Jean-Jacques Kieffer 1924.  Parametriocnemus stylatus ingår i släktet Parametriocnemus och familjen fjädermyggor.
Artens utbredningsområde är Ontario. Arten är reproducerande i Sverige. Inga underarter finns listade i Catalogue of Life.